# 20610 Franciswilliams
20610 Franciswilliams è un asteroide della fascia principale. Scoperto nel 1999, presenta un'orbita caratterizzata da un semiasse maggiore pari a 2,662470 UA e da un'eccentricità di 0,057337, inclinata di 10,373499° rispetto all'eclittica. Ha un diametro di 4,320 km, un periodo di rotazione di 7,389 ore e un'albedo di 0,198.
È dedicato a Francis Williams, astronomo e poeta giamaicano.